# Lazaro Agustoni
Lazaro Agustoni (auch Lazaro Agostino; * um 1570 in Monte; † 9. Mai 1642 ebenda) war ein Schweizer Architekt der Nachgotik und des Frühbarock, der vor allem in den geistlichen Territorien im heutigen Süden des Heiligen Römischen Reiches wirkte.

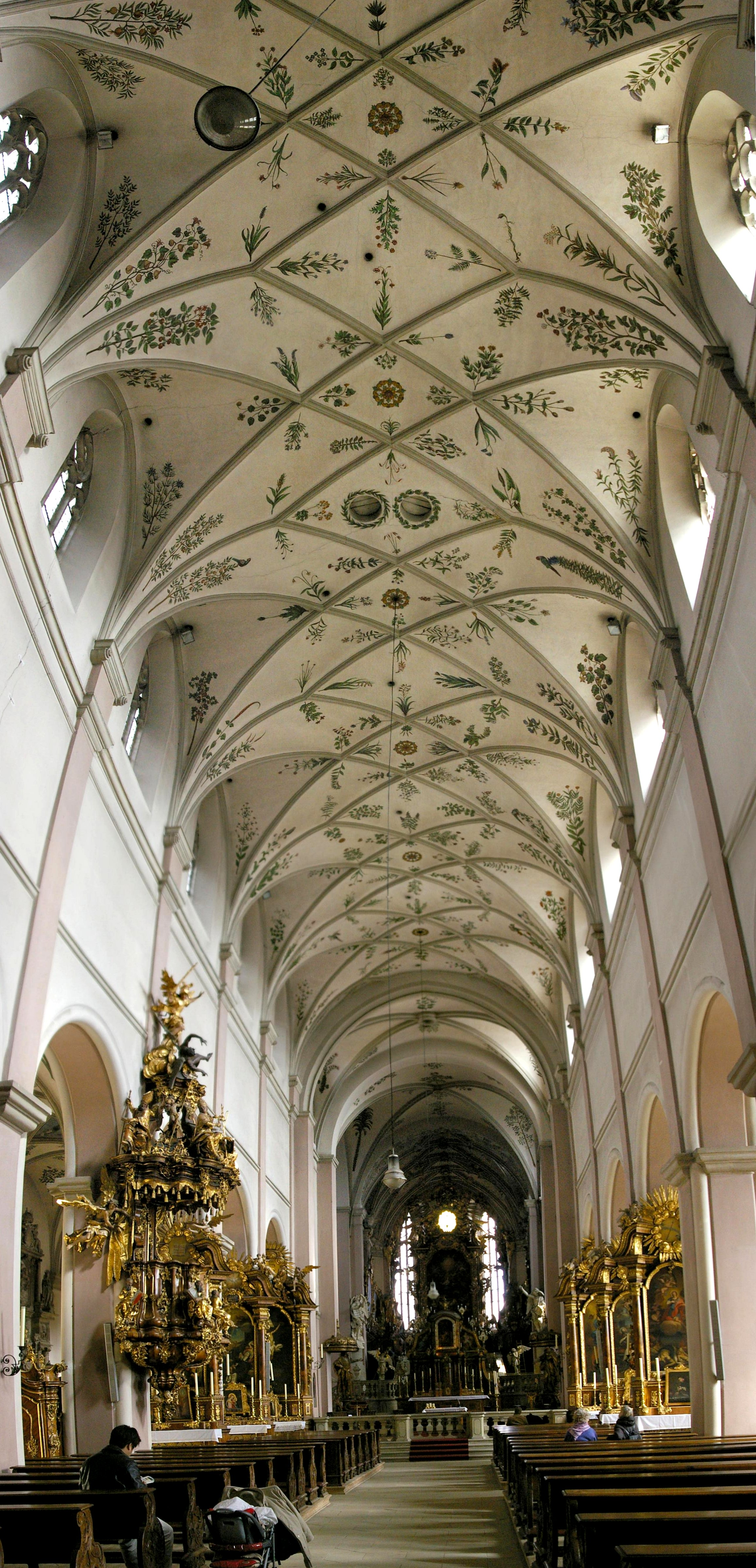
Lazaro Agustoni: Hauptschiff der Klosterkirche Michaelsberg, Dettelbach, 1610.

## Leben
Lazaro Agustoni war Sohn des Antonio. Er heiratete Elisabeth (gestorben am 27. März 1632 in Monte). Um 1600 war Lazaro Schuler in Genua der Architekten Bernardino und Pietro Francesco Agustoni. Durch Vermittlung von Giovanni Bonalino aus Roveredo, der am Hof der Fürstbischöfe von Würzburg für Kirchenbauten im Bistum zuständig war, kam Lazzaro nach Deutschland. Er trat in Dienste des Bischofs Julius Echter von Mespelbrunn, dessen in Würzburg war er tätig mit dem Umbau des spätgotischen Kiliansdoms in Würzburg. Von 1617 bis 1620 baute er das Kloster in Dettelbach und von 1609 bis 1611 errichtete er die Kloster Unterzell und Kirche Unterzell in Zell am Main bei Würzburg. Bewundernswert ist auch der Himmelsgarten, die 580 Pflanzen und Tiere, die im Jahre 1617 von vier Künstlern auf die Decke gemalt wurden.
Ein weiteres Beispiel seiner Kunst des Gewölbebaus ist die Klosterkirche Michaelsberg in Bamberg, mit deren Neubau er nach dem Brand von 1610 beauftragt wurde. Lazaro errichtete von 1610 bis 1618 zusammen mit Giovanni Bonalino die Wallfahrtskirche St. Pankratius in Gügel bei Bamberg. Im Jahr 1628 ist Lazaro in Prag erwähnt, zusammen mit seinem Bruder Francesco und er wurde ein bedeutender Architekt in Pilsen.